# Galan-Čož (jezero)
Jezero Galan-Čož (čečensky Галайн-Iам , rusky Галанчеж, Галанчожское озеро) se nachází zhruba 2 km jižně od Galan-Čože, správního střediska stejnojmenného okresu v jihozápadní horské oblasti Čečenské autonomní republiky Ruské federace.

## Původ názvu
Pojmenování Галайн-Ам znamená v překladu z čečenského jazyka Jezero Galajců.

## Popis
Jezero Galan-Čož leží ve vysokohorské části Čečenska, severně od hlavního hřebene Velkého Kavkazu, v oblasti povodí řeky Gechi. Jezero se nachází v nadmořské výšce 1533 m napravo nad dolinou místní říčky Osu-chi, přičemž výškový rozdíl mezi polohou jezera a korytem řeky činí asi 100 metrů. Jezero má tvar oválu s osami o délce 380 a 450 metrů. Průměrná hloubka jezera je 31 metrů, největší naměřená hloubka 35 metrů.
Zdrojem vody v jezeře jsou okolní prameny. Tři z nich jsou na východním svahu nad jezerem, další vyvěrají přímo ze dna. Jezero má podzemní odtok v místě tektonické poruchy na severním svahu.

## Přírodní podmínky

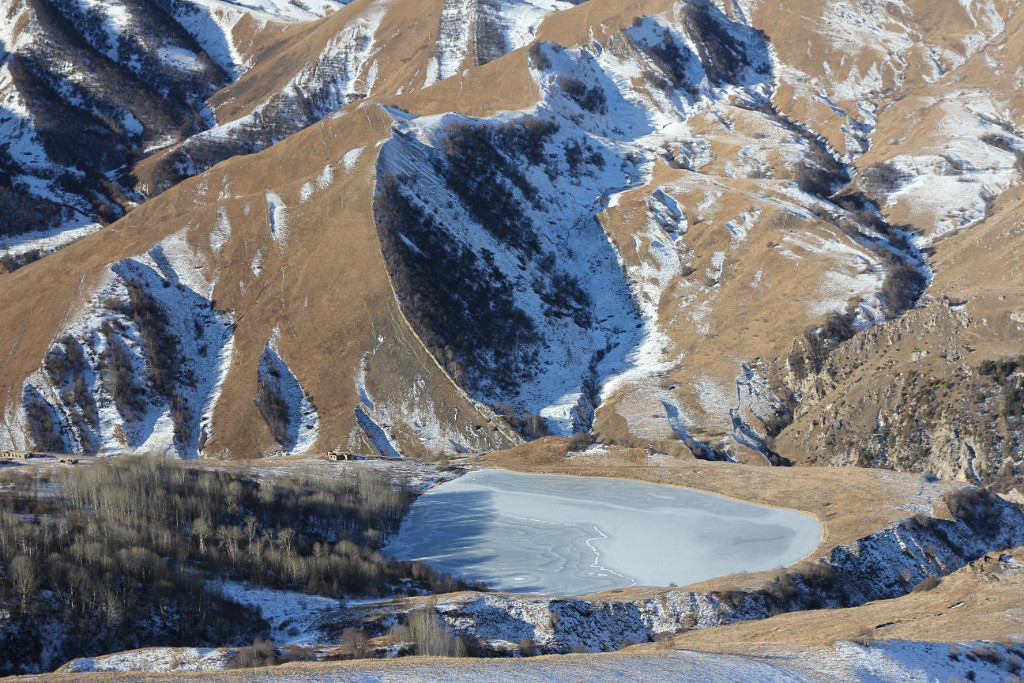
Jezero Galan-Čož v zimě

Voda v jezeře je průzračná, ve svitu slunce má jasně modrou barvu s jemně nazelenalým odstínem. V létě teplota vody u hladiny může dosáhnout až 20 °C, v hloubce teplota klesá až k 5 °C. V zimním období jezero zamrzá. Vodní plochu obklopují smaragdově zelené subalpinské louky. V okolí jsou četná historická sídla se starobylými věžemi a dalšími památkami.

## Flora a fauna
Z dřevin na břehu jezera převažují mohutné topoly a břízy. Na území, obklopujícím vodní plochu, se mezi rostlinami vyskytují na dvě desítky endemických vzácných druhů, kterým hrozí vyhynutí. V jezeře žije početná populace pstruha potočního. Mezi vzácné druhy ptáků, které se zde vyskytují, patří sokol stěhovavý, tetřev kavkazský a orel skalní.

## Legenda o vzniku jezera
Jedna z pověstí, které se tradovaly mezi příslušníky rodu Galajců, vypráví o tom, že kdysi bylo poblíž aulu Jalchoroj u osady Amka jezero, které bylo místními obyvateli uctíváno jako posvátné. Jednou se ale k jezeru vypravila jakási místní žena i se svou malou dcerkou a začala v křišťálově čisté vodě máchat špinavé pleny svého dítěte. Duch jezera se velice rozhněval a proměnil matku i dceru v kameny, které dodnes stojí u někdejší osady Amka.
Jezero však nechtělo dále zůstat na zašpiněném místě. Proměnilo se v nádherného býka, který přešel přes skalnatý hřeben hor a pokračoval dále, až došel na místo, kde je jezero dnes. Tehdy tam ale žili lidé a obdělávali svá pole. Když uviděli silného býka, chytili jej, zapřáhli do pluhu a začali orat. Z první vyorané brázdy se vyvalilo bláto, z druhé už prosakovala voda a když vyorali třetí, zasáhl je mohutný vodní příval a zatopil pole, lidi i jejich domy. Pověrčivý strach z jezera, které se tu tak náhle objevilo, přetrval u místních lidí po staletí. Domnívali se, že je jezero bezedné a měli před ním takový respekt, že ani nepili jeho vodu.